# Palme-ordenen
Palme-ordenen (Arecales) består af træer og buske. Arterne har typisk kun én stamme. Bladene sidder spiralstillet, og de er foldede og håndslidsede. Ordenen hed tidligere Palmae. Den har kun én familie, den her nævnte.
| Familier |

- Palme-familien (Arecaceae)